# Качалинский Санаторий
Качалинский Санаторий, неофициальные формы имени: Качалинский, Качалинский санаторий — населённый пункт в Иловлинском районе Волгоградской области России. Входит в состав Качалинского сельского поселения. Население 141 чел. (2010). Является единственным населённым пунктом России с типом «санаторий».

## География
Расположен на в центральной части Волгоградской области, в степной зоне, в междуречье рек Дон, Иловля и Волга на Донской гряде в южной части Приволжской возвышенности.
Фактически в составе станицы Качалинская, является микрорайоном.
Уличная сеть состоит из одного географического объекта: ул. Профсоюзная.

## Население
| 2010 |
| ---- |
| 141  |

Гендерный состав
По данным Всероссийской переписи населения 2010 года в гендерной структуре населения из 141 человек мужчин — 59, женщин — 82 (41,8 и 58,2 % соответственно).
Национальный состав
Согласно результатам переписи 2002 года, в национальной структуре населения
русские составляли 92 % из общей численности населения в 172 чел..

## Инфраструктура
Санаторий «Качалинский».

## Транспорт
Остановка «Санаторий Качалинский».